# SD Association
SD Card Association — некоммерческая организация, которая устанавливает стандарт карт памяти, предназначенных для упрощения использования и оптимизации работы бытовой электроники, которую используют люди в каждой стране. Корпорация Panasonic, Корпорация SanDisk и Toshiba образовали ассоциацию карт памяти SD Association в январе 2000 года. Сегодня в ПДД[прояснить] есть около 1000 компаний-членов, участвующих в проектировании и развитии стандартов Secure Digital. Тысячи моделей устройств и сотни продуктов по десяткам товарных категорий интегрируют небольшие, съемные карты памяти.
На данный момент существует огромное количество карт памяти для разных нужд. Они различаются по типам применения для фотоаппаратов, видеокамер, HD-камер, FullHD-видеокамер, 4K-камер, RED-камер, приставок, игровых консолей, диктофонов, музыкальных проигрывателей и для многих других видов электронной техники.